# Methion melas
Methion melas är en fjärilsart som beskrevs av Frederick DuCane Godman 1900. Methion melas ingår i släktet Methion och familjen tjockhuvuden. Inga underarter finns listade i Catalogue of Life.